# Núria Ventura i Brusca
Núria Ventura i Brusca (Ulldecona, Montsià, 1974) és una política catalana, alcaldessa d'Ulldecona i militant del partit Socialistes d'Ulldecona. Com a militant del Partit dels Socialistes de Catalunya (PSC), fou alcaldessa d'Ulldecona entre 2006 i 2007 i Diputada al Parlament de Catalunya entre 2006 i 2015. Ha treballat a Ràdio i Televisió Ulldecona i a Ona Catalana. Ha col·laborat amb el Diari de Tarragona, RAC 1, Vinaròs News i La Veu de l'Ebre. Va ser vicepresidenta de l'Associació de Comunicadors de la Regió de l'Ebre (ACRE), coordinadora local de Creu Roja Joventut i una de les fundadores de la coordinadora a les Terres de l'Ebre de l'Associació Catalana d'Amics del Poble Saharaui.

## Activitat política
Va ser alcaldessa d'Ulldecona del 2006 fins al 16 de juny de 2007, quan cedí el càrrec a Josep-Lluís Millan i Masdéu i aquest li fou retornat l'11 d'octubre de 2008, en ambdós casos a causa de pactes derivats dels resultats electorals que no atorgaven majoria suficient a cap dels pactants. Fou membre de l'Executiva Nacional del PSC, Primera Secretària de la Federació XVI - Terres de l'Ebre del PSC i diputada al Parlament de Catalunya des del 2006 fins al 2015.
El 16 de gener del 2014, juntament amb Marina Geli i Joan Ignasi Elena, Núria Ventura va votar Si a demanar al Congrés dels Diputats la potestat de fer una consulta sobre la possible independència de Catalunya, trencant així la disciplina de vot; la resta dels seus companys de partit van votar No, amb l'excepció d'Àngel Ros, qui va deixar la seva acta de diputat per evitar confrontar-se amb la direcció del PSC. Poc després de la votació, el portaveu del Partit Socialista al Parlament de Catalunya, Maurici Lucena, va demanar als tres diputats díscols que entreguessin la seva acta de diputat, com havia fet Ros; en cas contrari, es reservaven el dret d'expulsar-los de la formació. Formà part del corrent crític del PSC Moviment Catalunya. Actualment és alcaldessa d'Ulldecona amb el suport de la plataforma d'àmbit local Socialistes d'Ulldecona.